# Mata de la Torre
La Mata de la Torre és una de les prominències de la Serra de Carreu, en el seu extrem oriental; fa 1.642,3 metres d'altitud. Es troba en el límit dels termes municipals d'Abella de la Conca, a la comarca del Pallars Jussà i de Coll de Nargó (antic terme de Montanissell), a la de l'Alt Urgell.

La Mata de la Torre, respecte del terme d'Abella de la Conca

És al sud-est del Cap de Plan-de-riba i a prop i a migdia del Grau de Queralt, al nord del Clot del Vicent i al nord-oest de la Cantalera.

## Etimologia
En tractar-se d'un topònim compost, cal explicar-ne els diferents components. La segona part, de la Torre fa referència a la relativament propera masia de la Torre, situada al seu sud-est.